# Protestos por George Floyd nos Países Baixos

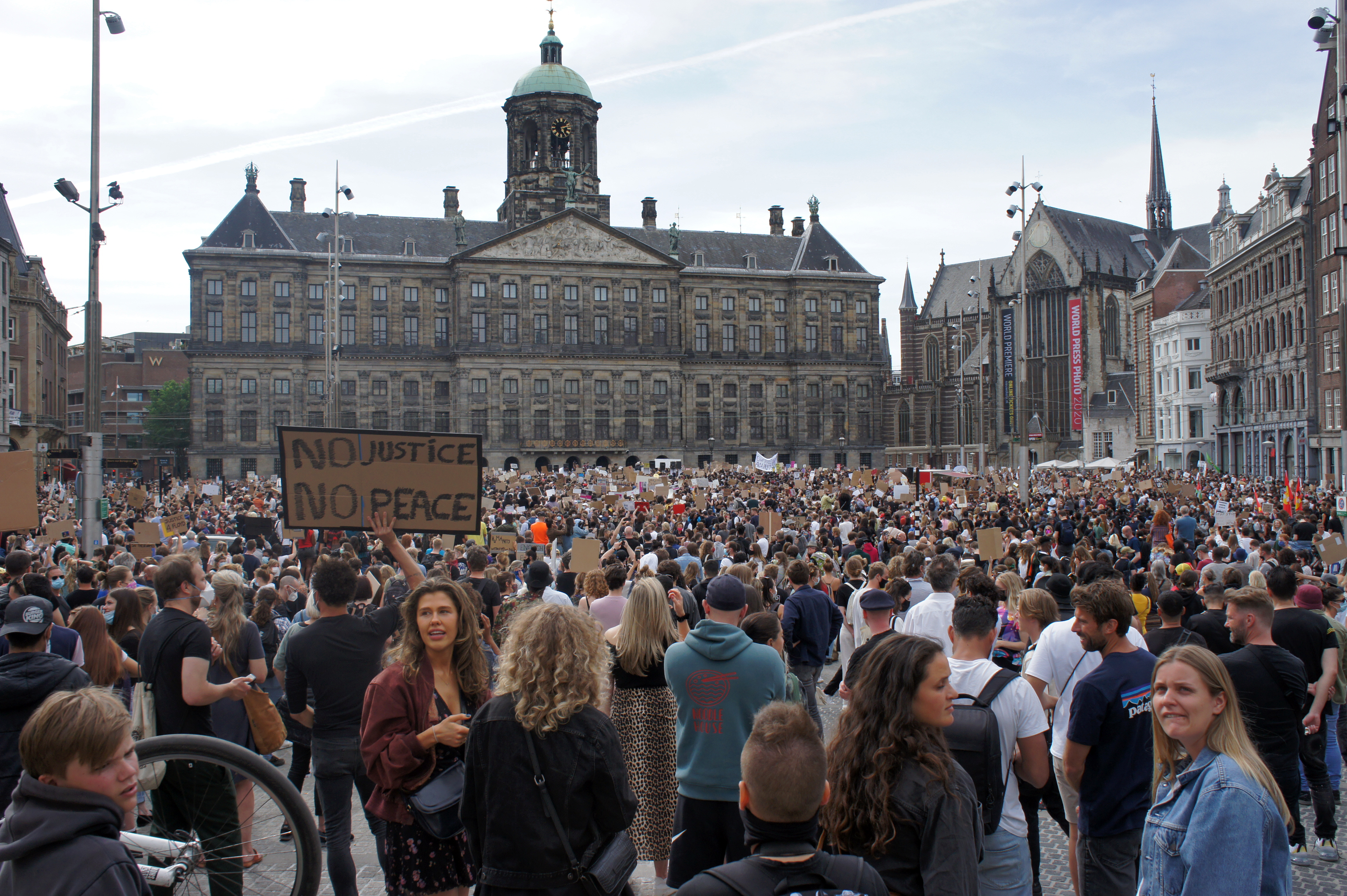

Logo após os protestos em busca de justiça para George Floyd, um afro-americano morto durante uma prisão policial, começarem nos Estados Unidos, pessoas nos Países Baixos protestaram para mostrar solidariedade com os americanos e para se manifestar contra problemas com a polícia ou o racismo. Vigílias e protestos de até milhares de participantes ocorreram em todo o país.

## Reações
Em 4 de junho, durante uma conferência de imprensa sobre se os holandeses poderiam sair de férias no exterior naquele ano, o primeiro-ministro Mark Rutte considerou a morte de George Floyd "inaceitável". Rutte também comentou os recentes protestos por George Floyd nos Países Baixos, dizendo que o racismo não é apenas americano e que o racismo nos Países Baixos é um "problema sistêmico".

## Cronologia

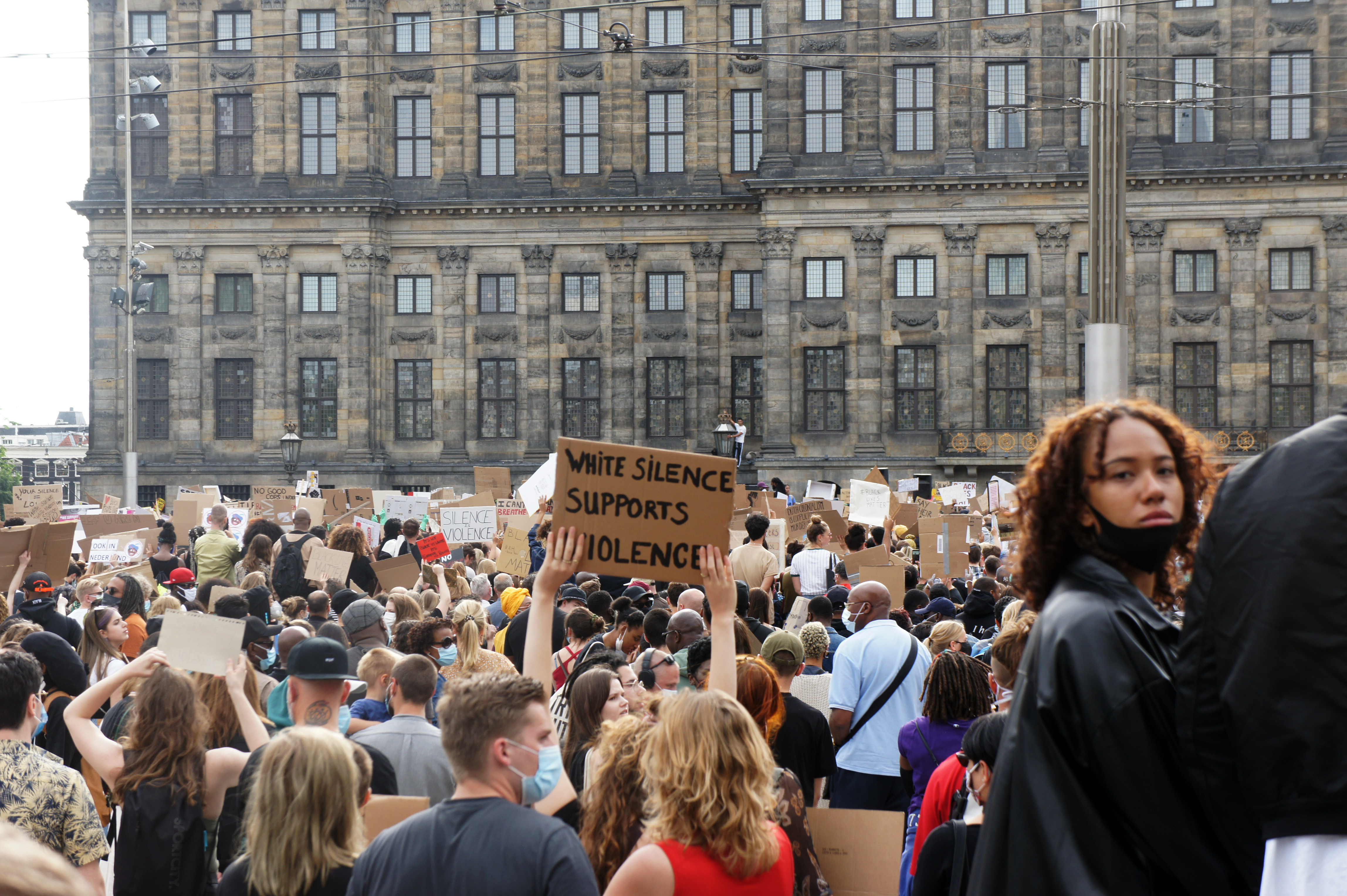
Protestos em Amsterdã

### 1 de junho
Amsterdã: Mais de 4.000 pessoas protestaram contra a brutalidade policial nos Estados Unidos e na Europa.
Breda: Dezenas de pessoas protestaram na cidade de Breda.
Maastricht: Centenas de pessoas assistiram a uma demonstração da Black Lives Matter em Maastricht.

### 2 de junho
Groningen: Entre 800 e 1.500 pessoas protestaram contra a brutalidade policial nos Estados Unidos e na Europa.
Haia: Cerca de 1.500 pessoas se reuniram em Malieveld para protestar contra a brutalidade policial nos Estados Unidos e na Europa.

### 3 de junho
Roterdã: Milhares de pessoas se reuniram em 3 de junho em Roterdã para protestar contra o racismo e a brutalidade policial.

### 4 de junho
Arnhem: Cerca de mil pessoas apareceram no Grote Markt em Arnhem em 4 de junho.

### 5 de junho
Enschede: 500 pessoas protestaram em solidariedade ao Movimento Black Lives Matter em 5 de junho em Enschede.
Nijmegen: Um protesto foi realizado no Goffertpark em Nijmegen em solidariedade ao movimento Black Lives Matter em 5 de junho. Segundo as autoridades locais, 850 pessoas estavam presentes, enquanto a organização afirma que havia 2500 pessoas. Uma foto aérea do protesto mostra mais de 1000 pessoas.
Utrecht: Cerca de 3500 pessoas protestaram em Utrecht em solidariedade ao movimento Black Lives Matter.
Weert: Cerca de 20 pessoas se manifestaram contra o racismo em Weert.

### 6 de junho
Eindhoven: 1700 pessoas se reuniram no Stadhuisplein em Eindhoven. Todos mantiveram um momento de silêncio pelas vítimas da brutalidade policial antes de protestar.
Tilburg: Mil pessoas protestaram em Tilburg para protestar contra o racismo e a brutalidade policial.